# Даволи
Да̀воли (на италиански: Davoli, на местен диалект Davuli, Давули) е градче и община в Южна Италия, провинция Катандзаро, регион Калабрия. Разположено е на 401 m надморска височина. Населението на общината е 5471 души (към 2012 г.).